# Danderydsplan
Danderydsplan är en cirkulationsplats där gatorna Östermalmsgatan, Rådmansgatan och Danderydsgatan möts på Östermalm i Stockholms innerstad. 
Cirkulationsplatsen namngavs 1936, troligtvis efter den närbelägna gatan Danderydsgatan som fick sitt namn 1895 efter Danderyd strax norr om Stockholm.
Vid Danderydsplan låg Östermalmsfängelset som restes 1895–97 och låg där fram till 1968, då den revs för att ge plats åt Arkitekturskolans byggnad.

## Bilder

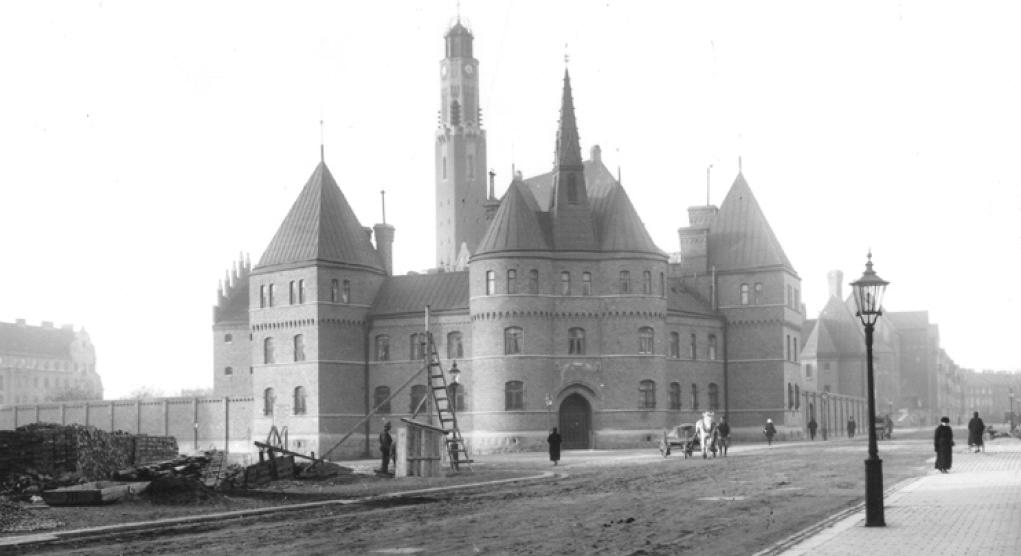
Platsen innan Danderydsplan var en cirkulationsplats. I bakgrunden syns Östermalmsfängelset. Okänt årtal.
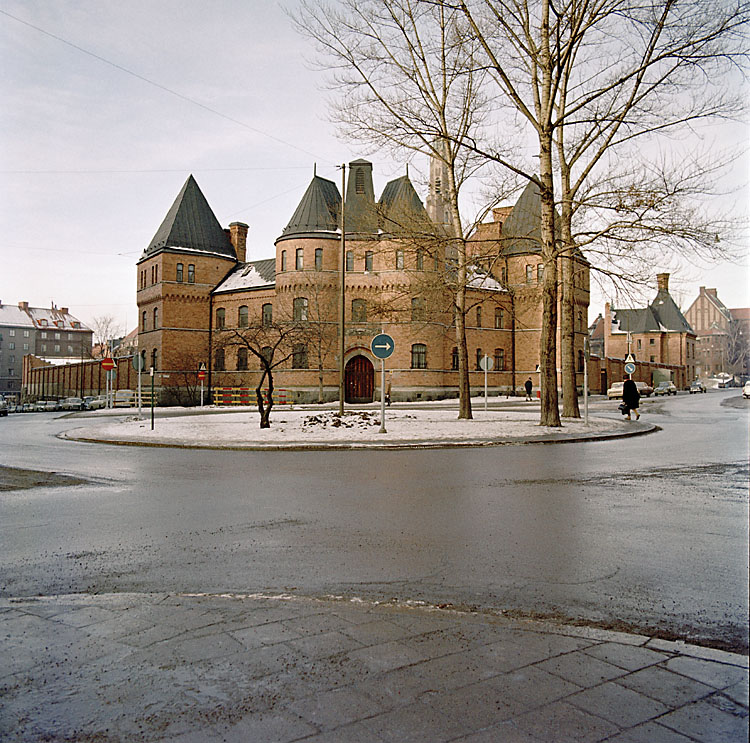
Danderydsplan, i bakgrunden syns Östermalmsfängelset, februari 1968.
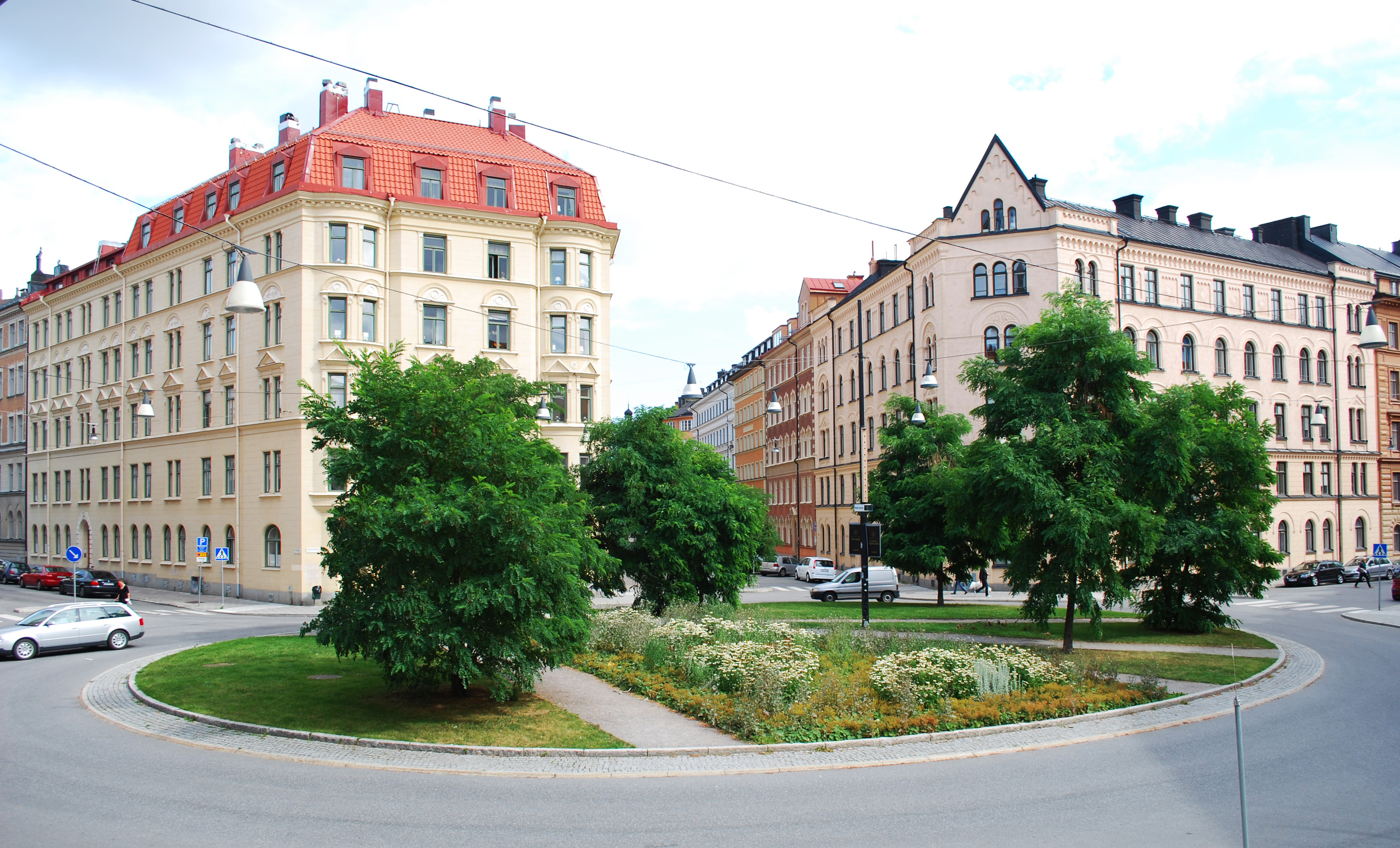
Danderydsplan sedd från Arkitekturskolans byggnad, augusti 2009.